# Sindey Balderas
Sindey Balderas Melgar (ur. 20 czerwca 1976 w Cuernavace) – meksykański piłkarz występujący na pozycji środkowego obrońcy.

## Kariera klubowa
Balderas pochodzi z miasta Cuernavaca i karierę piłkarską rozpoczynał w tamtejszym zespole CD Marte z drugiej ligi. Później występował także w niższoligowych Morelos Cuernavaca i Tigres de Ciudad Juárez, skąd w wieku 23 lat trafił do Tigres UANL. W jego barwach zadebiutował w meksykańskiej Primera División – 10 kwietnia 1999 w wygranym 2:1 spotkaniu z Tecos UAG. Premierowego gola w najwyższej klasie rozgrywkowej strzelił za to 10 lutego 2001 w wygranym 2:0 derbach miasta z Monterrey. Pół roku później, w jesiennym sezonie Invierno 2001, wywalczył z Tigres wicemistrzostwo Meksyku, będąc podstawowym graczem drużyny i wystąpił w 23 konfrontacjach. Osiągnięcie to powtórzył również w rozgrywkach Apertura 2003, jednak wówczas rozegrał tylko trzy ligowe mecze. W 2005 i 2006 roku triumfował w turnieju InterLigi, dzięki czemu dwukrotnie mógł wziąć udział w Copa Libertadores, gdzie nie osiągnął większych sukcesów. Ogółem podczas niemal dziewięciu lat spędzonych w Tigres zanotował sześć bramek w 191 ligowych pojedynkach.
Latem 2007 Balderas na zasadzie rocznego wypożyczenia zasilił drużynę Tiburones Rojos de Veracruz, z którą, mimo regularnej gry w pierwszym składzie, nie zdołał się utrzymać w najwyższej klasie rozgrywkowej i spadł do drugiej ligi. W lipcu 2008 zasilił beniaminka pierwszej ligi, Indios de Ciudad Juárez, gdzie występował przez następne dwa lata. Po spadku Indios do Liga de Ascenso po rozgrywkach 2009/2010 zdecydował się zakończyć piłkarską karierę w wieku 34 lat.

## Kariera reprezentacyjna
W 2002 roku Balderas został powołany przez selekcjonera Javiera Aguirre do seniorskiej reprezentacji Meksyku na Złoty Puchar CONCACAF, gdzie 19 stycznia w wygranym 1:0 meczu fazy grupowej z Salwadorem zadebiutował w kadrze narodowej. Ostatecznie Meksykanie odpadli z turnieju w ćwierćfinale, natomiast Balderas wystąpił we wszystkich trzech spotkaniach, które były jednocześnie jego jedynymi w reprezentacji.